# Joan Crexells i Vallhonrat
Joan Crexells i Vallhonrat (Barcelona, 5 de març de 1896 - Barcelona, 13 de desembre del 1926) fou un filòsof, escriptor i intel·lectual català. Estudià comerç, filosofia i dret a la Universitat de Barcelona i també als Estudis Universitaris Catalans. Interessat en la problemàtica del pensament, aprofundí en els estudis de grec i de pedagogia. Estudià filosofia del dret amb Eugeni d'Ors a Barcelona i amb Rudolf Stammler a Berlín.
Fou pensionat per l'Ajuntament de Barcelona per a ampliar estudis d'economia i de finances, i fou nomenat cap d'estadística municipal el 1924, però la dictadura de Primo de Rivera li impedí ocupar el càrrec. Viatjà per Itàlia, Àustria, Alemanya, Polònia i Anglaterra, col·laborà en Quaderns d'Estudi, en La Revista, en Revista de Catalunya i en La Publicitat (1920-26), on va ser un temps corresponsal a Berlín i es va encarregar de la pàgina d'economia amb el pseudònim d'«Observer».
A través dels seus escrits i conferències incorporà nous corrents europeus a la cultura catalana, com la filosofia analítica de Bertrand Russell. També traduí del grec tres volums dels Diàlegs de Plató per a la Fundació Bernat Metge el 1924-1928. Morí jove d'un error quirúrgic en extirpar-li el ronyó sa en lloc del malalt. En honor seu es va instituir el Premi Joan Crexells de narrativa.

## Biografia
Joan Crexells i Vallhonrat va néixer a Barcelona el 1896, en el si d'una família de l'alta burgesia. Va cursar estudis mercantils i de batxillerat. El 1913 va iniciar la carrera de Filosofia i Lletres a la Universitat de Barcelona, on va seguir amb especial interès les classes de filosofia de Jaume Serra i Húnter i Tomàs Carreras i Artau. Paral·lelament, va assistir als cursos d'Antoni Rubió i Lluch als Estudis Universitaris Catalans i als seminaris d'Eugeni d'Ors a l'Institut d'Estudis Catalans. El 1919 es va doctorar a Madrid –tal com aleshores era obligat fer-ho– amb una tesi titulada Las verdades absolutas. El 1925, a Barcelona, va obtenir la llicenciatura de Dret.
El 1920, però, ja havia iniciat un intens itinerari per algunes ciutats europees, des d'on va enviar les primeres col·laboracions a la premsa diària i cultural de Barcelona com La Publicitat i La Revista. A Berlín, va continuar els estudis de filosofia amb Alois Riehl i de teoria del dret amb Rudolf Stammler. Va ser també el moment en què es va iniciar en els nous mètodes de la filologia clàssica, que després aplicaria a les traduccions de Plató al català. En tornar a Barcelona, va freqüentar la tertúlia de Joaquim Borralleras a l'Ateneu Barcelonès i va ser també a la Ciutat Comtal on va aconseguir una pensió de l'ajuntament per preparar-se per al càrrec de responsable de l'estadística municipal. Aleshores va ser quan va tornar a Alemanya. Era l'any 1922 quan va començar a instruir-se en aquesta especialitat, a Berlín i a Múnic. Va viatjar per Itàlia per establir-se finalment una llarga temporada a Londres amb la intenció de consolidar els seus coneixements estadístics. L'any 1924, ja a Barcelona, va ser nomenat secretari de la secció estadística del Foment del Treball Nacional. El 1926, una malaltia el va obligar a fer una llarga estada en un sanatori i, poc després, com a conseqüència d'una intervenció quirúrgica errònia, va morir.

## Llegat
Amb relació a aquesta mort, un vell amic seu, Lluís Nicolau d'Olwer, que també havia estat company de feina a la redacció de La Publicitat, el recordaria en el llibre de memòries Caliu, del 1973:
| « | Voldria parlar de Joan Crexells com si el bàlsam del temps hagués cicatritzat la ferida que el seu traspàs –ràpid, brutal, com una amputació– va causar al cor dels seus amics. Mor jove, diu Menandre, aquell que els déus estimen. Si els déus, però, ja el tindran amb ells per sempre, per què gelosos ens disputen als homes, que també l'estimem, la misèria d'uns anys migrats? | » |

Aquest sentiment de nostàlgia i de disgust per tot allò que hauria pogut representar Crexells per a la cultura catalana i per a tots els que el tractaven si hagués viscut més, és present també en els comentaris d'altres escriptors: als Homenots de Josep Pla, a L'Aperitiu de Josep Maria de Sagarra i a Antoni Rovira i Virgili, que en va destacar el vessant humanístic i l'especial valoració de la cultura grega.
Crexells va deixar centenars d'articles, uns d'informació i altres de crítica sobre temes polítics i econòmics, a més d'una tesi doctoral sobre filosofia de la lògica i del coneixement. Sense oblidar una desena d'articles acadèmics sobre filòsofs contemporanis –entre els quals destaquen els que va dedicar a Bertrand Russell–, juntament amb un conjunt d'articles originals de reflexió filosòfica, publicats majoritàriament a La Revista de Catalunya durant els anys vint. Una feina que va combinar amb la traducció dels tres primers volums dels Diàlegs de Plató per a la Fundació Bernat Metge, a banda d'elaborar la corresponent introducció general. Una obra que permet encara apreciar el perquè de l'alta consideració de què gaudia Crexells.
La multiplicitat d'interessos que trobem en la seva obra no ens ha de fer pensar que era un personatge dispers. Les seves facetes de filòsof, periodista, traductor, estadístic o comentarista econòmic són la manera com el seu esperit assedegat de crítica, en paraules de Nicolau d'Olwer, va voler acostar-se a les fonts, sense intermediaris.

## Pensament polític
Pel que fa al pensament polític, Joan Crexells va ser, sens dubte, un liberal. Però en aquesta posició ideològica, en què intervenen tant raons filosòfiques com d'ordre econòmic, també hi és present l'humanisme, com es desprèn del comentari de Josep Pla: «No tenia res d'home acadèmic. Era un esperit crític. No tenia res de conservador. Era un liberal. Per això li agradava més Grècia que Roma, i més Anglaterra que França». Tanmateix, es tracta d'un liberal heterodox que es va interessar per les posicions polítiques i econòmiques contràries. El seu punt de vista s'acosta al d'un socialdemòcrata i el seu discurs sovint es presenta com el d'un bon noucentista, en certa manera hereu d'Eugeni d'Ors, tenyit d'una fina ironia moral.
Cal destacar l'article del 1920, «Notes sobre el socialisme científic», i la sèrie de vuit articles del 1922, «Els fonaments científics del marxisme». La posició del mateix Crexells la trobem desenvolupada en els quatre articles del 1925 que duen per títol «El retorn de l'esclavitud», on contraposa les opcions ideològiques de socialisme i liberalisme. Per Crexells, cal no confondre la llibertat política amb la llibertat econòmica, perquè els països que presumeixen de llibertat política són els que estan més exposats a l'esclavitud econòmica. Així doncs, els socialistes que creuen haver assolit l'emancipació econòmica dels seus súbdits estan abocats a una esclavitud política. La solució que Crexells proposa és temperar els principis de l'economia capitalista amb una legislació obrera adequada. Alhora, fer participar totes les classes socials en el govern del país, de manera que es conformi una atmosfera de respecte a la dignitat humana. Només per aquesta via podria impossibilitar-se arribar a les darreres conseqüències de l'evolució de la societat capitalista.
El liberalisme de Crexells es concreta en una actitud alhora cosmopolita i catalanista, en la línia que passa de Valentí Almirall, Jaume Brossa, Gabriel Alomar, Eugeni d'Ors, fins a Antoni Rovira i Virgili. Des de les seves primeres col·laboracions a la premsa, es mostra a favor de la democràcia i del sistema parlamentari, que justificarà des d'una perspectiva de moral cívica. Als articles «Els problemes de la democràcia» i «Sobre la democràcia encara», escrits el 1926, l'any de la seva mort, en fa un balanç, la vigència del qual es manté encara avui. Per ell, la democràcia no és un sistema que hagi de ser superat, sinó que ha de ser defensat, malgrat els problemes que comporta, perquè els principis democràtics no han estat mai definitivament establerts. La democràcia és un fet permanentment interior i, per tant, universal i actual alhora, que no correspon només a un moment particular o a un lloc determinat. Ser demòcrata resulta molt més difícil que ser tirànic o autòcrata. D'aquí que cal que sempre hi hagi homes que es dediquin a defensar la democràcia i que evitin l'aparició de demòcrates condicionals, els quals excusen la tirania en certes ocasions.
Quant a la seva adhesió al catalanisme, els escrits més representatius són els que duen per títol «Anàlisi dels fonaments d'una actitud nacionalista», del 1922, «Problemes de Catalunya, «L'endemà de les festes», del 1923, «Subjecte i objecte de política», del 1924, i «El cos immortal i l'ànima mortal», publicat pòstumament el 1928. Crexells creu que el catalanisme és quelcom més que una ideologia econòmica interessada. Defineix la nació com un subjecte col·lectiu dotat d'ànima (els seus propis ideals) i de cos (la seva actuació en la història). Però l'ànima és més dèbil que no pas el cos, perquè els ideals canvien inexorablement amb el pas del temps; mentre que el cos, representat per l'espai geogràfic i la gent, persisteix. El gran terme mitjà entre el cos perenne i l'esperit mudable és la nació, que ha de ser pensada al mateix temps des d'un punt de vista universal i cosmopolita. També des d'una perspectiva particular, en aquest cas catalanista, perquè els problemes i els ideals vàlids són universals, i l'esperit nacional no els altera substancialment, sinó que simplement els colora. El sistema polític que li sembla que pot garantir millor l'existència de les nacions és el d'una societat mundial que reguli els conflictes de sobirania i s'acosti a l'ideal il·lustrat de pau mundial. Així és com ho recull en l'escrit «Per la pau del món», del 1924.
El Noucentisme de Crexells es fa molt evident quan analitzem la seva idea de cultura. Des de la tradició orsiana, aquest concepte arrela en un classicisme actualitzat, tal com el practicava ell mateix, i que el duu a recomanar la lectura «d'un capítol de Tucídides cada dia a l'hora d'esmorzar». També es mostra apassionat per altres temes que identifiquem com a propis d'una manera de ser noucentista: els clàssics catalans i els universals, la reforma ortogràfica del català, la crisi de la novel·la catalana, però també la manera com cal enfocar una traducció de Hölderlin, Shakespeare o Plató. Una tasca, la d'incorporar els grans autors clàssics a la llengua catalana, que és sentida com un deure. La traducció dels Diàlegs platònics que Crexells va realitzar per a la Fundació Bernat Metge apleguen la fidelitat i precisió conceptual amb l'ús d'una llengua senzilla i fluent. La finalitat és permetre que les versions siguin llegidores per a tothom. Però a més de cercar rigor i claredat en la filosofia, en els clàssics i en la llengua, Crexells va provar també de trobar-los en la lògica matemàtica, en les anàlisis financeres, en l'economia tributària i fiscal, en l'estadística, etc. Tots aquests instruments li van permetre escriure una anàlisi encertada i crítica de la realitat del seu moment i, de vegades, fins i tot del futur.
Després de la seva mort, es va instituir, l'any 1928, el Premi Crexells de narrativa catalana, que avui segueix atorgant l'Ateneu Barcelonès. I l'any 1929 se li va dedicar la Miscel·lània Crexells. Els seus escrits es van publicar a Primers assaigs del 1933, a La història a l'inrevés del 1968 i, finalment, al volum IV de l'Obra Completa, els anys 1996 i 1999.

## Obres
- La història a l'inrevés (1968)
- Primers assaigs (1933)
- De Plató a Carles Riba (1996)
- Cròniques Europees. Berlín-Londres, 1920-26 (1997)
- Escrits d'economia i finances (1998-2000)